# Actes techniques médicaux
Pour les articles homonymes, voir ATM.
 (octobre 2023).
 (octobre 2023).
Si vous disposez d'ouvrages ou d'articles de référence ou si vous connaissez des sites web de qualité traitant du thème abordé ici, merci de compléter l'article en donnant les références utiles à sa vérifiabilité et en les liant à la section « Notes et références ».
Pour l'assurance maladie française, les actes techniques médicaux (ATM) sont un code utilisé depuis [Quand ?] par la classification commune des actes médicaux (CCAM) dans le cadre de la transmission de données entre la sécurité sociale et les régimes complémentaires. 
Le code ATM regroupe les actes techniques médicaux, hors imagerie.